# در ساحل (فیلم ۱۹۵۹)
در ساحل (به انگلیسی: On the Beach) یک فیلم درام آمریکایی محصول ۱۹۵۹ در ژانر ادبیات داستانی رستاخیزی و پسارستاخیزی و علمی–تخیلی است. فیلم به کارگردانی استنلی کریمر و توسط یونایتد آرتیستس منتشر شد و در آن گریگوری پک، اوا گاردنر، فرد آستر و آنتونی پرکینز بازی می‌کنند. این فیلم سیاه‌وسفید بر اساس رمانی به همین نام نوشته نویل شوت در سال ۱۹۵۹ است که پیامدهای جنگ هسته ای را به تصویر می‌کشد. برخلاف رمان، هیچ‌کس مقصر شروع جنگ نیست. این فیلم اشاره دارد که نابودی جهانی ممکن است در اثر یک تصادف یا قضاوت نادرست به وجود آمده باشد.